# Хиромицу Исогаи
Хиромицу Исогаи (јап. 礒貝 洋光; 19. април 1969) бивши је јапански фудбалер.

## Каријера
Током каријере је играо за Гамба Осака и Урава Ред Дајмондс.

## Репрезентација
За репрезентацију Јапана дебитовао је 1995. године. За тај тим је одиграо 2 утакмице.

## Статистика
| Јапан  | Јапан   | Јапан  |
| Година | Наступи | Голови |
| ------ | ------- | ------ |
| 1995.  | 2       | 0      |
| Укупно | 2       | 0      |